# Josep Prenafeta i Gavaldà
Josep Prenafeta i Gavaldà (Barcelona, 23 de febrer de 1936 - Barcelona, 26 de març de 2011) fou un compositor català reconegut sobretot per la seva obra en el món sardanístic.

## Biografia
Nascut a Barcelona el 1936 visqué a Lleida des del 1951. Fou en la capital del Segrià on va cursar els seus estudis musicals al Conservatori Municipal. Posteriorment va estudiar composició i instrumentació amb Xavier Montsalvatge al Conservatori Superior de Barcelona.
El 1962 esdevingué professor per oposició del Conservatori Municipal de Música de Lleida, on va exercir funcions directives durant molt de temps i la docència de les assignatures de Llenguatge Musical, Acompanyament, Acústica i Estètica fins a la seva jubilació.
Pel que fa a la seva obra, va compondre per a piano, cor, veu i piano, orquestra simfònica i de càmera, orgue, etc. però sobretot destaquen les seves partitures per a cobla (més de seixanta) premiades en més d'una ocasió en prestigiosos concursos de composició. Tal és el cas de El petit Oriol  dedicada al seu fill (primer premi Joaquim Serra 1977) i L'encís del mar (primer premi Joaquim Serra 1979), Joguinejant (primer premi Concurs Conrad Saló, 1983), El Pilar d'Almenara (primer premi Miquel Jordana i Puig, 1985). Recordant Joaquim Serra (premi SGAE de sardanes 1997), La calma de l'estany, que el 2001 rebé el premi de composició de sardanes de la SGAE i Aqua calidae (premi Doctor Modest Furest i Roca, 2002). També cal destacar la sardana Molt lluny d'aquí (1987) composta sobre la poesia homònima de Màrius Torres. Es tracta d'una sardana coral encarregada per la Federació Catalana d'Entitats Corals.
Va compondre l'obra simfònica per a cobla Homenatge a Màrius Torres, que posteriorment va adaptar per a la Banda Municipal de Lleida i que ell mateix va dirigir en el concert pel centenari del naixement de Màrius Torres a l'Auditori Enric Granados de Lleida, el mes de novembre de 2010.
És l'autor també de la cantata escènica La nit del caragol (2008) amb texts de l'escriptor Xavier Macià 
El 2005 rebé la Creu de Sant Jordi i la Bellpuig Cobla publicà un enregistrament en disc compacte que porta per títol Sardanes de Josep Prenafeta: Creu de Sant Jordi 2005 que recull un total de 12 sardanes del mestre.
L'any 2011 l'Ajuntament de Lleida li concedeix la Medalla d'Or al Mèrit Cultural.

## Sardanes premiades
- Mirant el pla – 3r Premi Concurs Joaquim Serra, 1976
- La Seu Vella – Accèssit Concurs Joaquim Serra, 1976
- El campanar de Lleida – finalista Premi Ciutat de Lleida, 1977
- El petit Oriol – 1r Premi Joaquim Serra, 1977
- La font de Santa Coloma – 4t Premi Concurs Vila de Santa Coloma de Queralt, 1978
- L'encís del mar – 1r Premi Joaquim Serra, 1979
- Els gegants bailen – 1r Premi Sardanes a Ràdio Lleida, 1981
- Albada – 2n Premi a Lloret de Mar i 1r Accèssit de la Crítica a La Sardana de l'Any, 1981
- Joguinejant (Joganera) – 1r Premi Concurs Conrad Saló, 1983
- La Vall del riu Corb – Finalista F. Basil de Figueres, 1985
- El retaule de la Paeria – 1r Premi F. Basil de Figueres, 1984
- La sardana dels gegants – 3r Premi Concurs Ciutat de Tarragona, 1984
- Vora l'estany – Accèssit F. Basil de Figueres i Premi de la Crítica de La Sardana de l'Any, 1985
- Ceret vila riallera – 3r Premi Ceret-Banyoles, 1985
- El Pilar d'Almenara – 1r Premi Miquel Jordana i Puig, 1985
- L’estany d'Ivars – 1r Premi Concurs d'Ivars d'Urgell, 1986
- Maria Pilar – Premi Popular al Concurs F. Basil de Figueres, 1987
- La Verge de l'Horta – Ivars d'Urgell, 1988
- Visió – 1r Premi 50è Aniversari Santa Maria d'Igualada, 1989
- L'ermita de Butsènit – 1r Premi Ciutat de Reus, 1989
- Tardor – Premi Concurs F. Basil de Figueres, 1991
- Primavera – 2n Premi Concurs Conrad Saló, 1992
- La vall de Maldanell – 2n Premi Ceret-Banyoles, 1994
- Idíl·lic Vallespir – 4t Premi Ceret-Banyoles, 1995
- Recordant Joaquim Serra – Accèsit Premis SGAE, 1997
- La calma de l'estany – Premis SGAE, 2001
- Aqua calidae – Premi Doctor Modest Furest i Roca, 2002
- Petita Joana – Accèsit Premis SGAE, 2003.[4]

## Obres per a cobla premiades
- Variacions i fuga sobre un tema popular – Banyoles-Ceret, 1986
- Ones (cor i cobla) – Banyoles-Ceret, 1990
- Homenatge a Màrius Torres (poema simfònic per a cobla i timbales) – 3r Premi Banyoles-Ceret, 1992
- La vall de Maldanell (suite 2 cobles i percussió) – 2n Premi Banyoles-Ceret 1994.[5]